# جوزيف كايري
جوزيف جاك كايري (بالأنجليزية:Joseph Cayre) هو ملياردير أمريكي ومطور عقاري من أصل سوري يهودي. شارك مع إخوته في تأسيس شركة التسجيلات Salsoul Records ، وموزع أشرطة الفيديو GoodTimes Entertainment ، وناشر ألعاب الفيديو GT Interactive Software. وهو أيضًا مؤسس ومدير شركة التطوير العقاري Midtown Equities ومقرها نيويورك. 

## النشأة والتعليم
ولد جوزيف جاك كايري  لعائلة يهودية سورية    في بروكلين لكنه نشأ في كانساس سيتي بولاية ميسوري حتى بلغ الثامنة من عمره ثم ميامي بيتش بفلوريدا حتى بلغ العشرين من العمر.  كان والده يمتلك متجرًا للهدايا التذكارية في ميامي بيتش حيث كان يعمل كايري في سن المراهقة.  لديه شقيقان: ستانلي وكينيث. 